# Puchar Świata w snowboardzie 2018/2019
Puchar Świata w snowboardzie w sezonie 2018/2019 to 25. edycja tej imprezy. Cykl ten rozpoczął się 8 września 2018 roku w nowozelandzkiej Cardronie, zawodami w big air. Ostatnie zawody sezonu zostały rozegrane 24 marca 2019 roku w niemieckim Winterbergu, był to konkurs w drużynowym slalomie równoległym.
W tym sezonie odbyły się też trzynaste mistrzostwa świata, organizowane w trzech resortach narciarskich w amerykańskim stanie Utah.
Obrońcami tytułów najlepszych zawodników Pucharu Świata byli:
- Ester Ledecká z Czech wśród kobiet (PAR)
- Nevin Galmarini ze Szwajcarii wśród mężczyzn (PAR)

- Ester Ledecká z Czech wśród kobiet (PGS)
- Nevin Galmarini ze Szwajcarii wśród mężczyzn (PGS)

- Jekatierina Tudiegieszewa z Rosji wśród kobiet (PSL)
- Roland Fischnaller z Włoch wśród mężczyzn (PSL)

- Michela Moioli z Włoch wśród kobiet (Snowboard cross)
- Pierre Vaultier z Francji wśród mężczyzn (Snowboard cross)

- Miyabi Onitsuka z Japonii wśród kobiet (AFU)
- Chris Corning z USA wśród mężczyzn (AFU).

- Chloe Kim z USA wśród kobiet (Halfpipe)
- Yūto Totsuka z Japonii wśród mężczyzn (Halfpipe)

- Sofja Fiodorowa z Rosji wśród kobiet (Slopestyle)
- Chris Corning z USA wśród mężczyzn (Slopestyle)

- Anna Gasser z Austrii wśród kobiet (Big Air)
- Chris Corning z USA wśród mężczyzn (Big Air)

## Konkurencje
- slalom równoległy (PSL)
- gigant równoległy (PGS)
- snowcross
- slopestyle
- halfpipe
- big air

Na liście widnieją również klasyfikacje PAR i AFU, które nie odzwierciedlają żadnych konkurencji. Ta pierwsza z nich to zsumowana klasyfikacja PSL i PGS, natomiast AFU to zsumowana klasyfikacja halfpipe’u, slopestyle’u i big air’u.

## Kalendarz i wyniki Pucharu Świata

### Mężczyźni
| Lp.                                                                             | Data              | Miejscowość       | Konkurencja | 1. Miejsce          | 2. Miejsce          | 3. Miejsce          |
| ------------------------------------------------------------------------------- | ----------------- | ----------------- | ----------- | ------------------- | ------------------- | ------------------- |
| 1.                                                                              | 8 września 2018   | Cardrona          | BA          | Chris Corning       | Takeru Otsuka       | Mons Røisland       |
| 2.                                                                              | 3 listopada 2018  | Modena Skipass    | BA          | Takeru Otsuka       | Chris Corning       | Kalle Järvilehto    |
| 3.                                                                              | 24 listopada 2018 | Pekin             | BA          | Sven Thorgren       | Takeru Otsuka       | Clemens Millauer    |
| 4.                                                                              | 8 grudnia 2018    | Copper Mountain   | HP          | Scotty James        | Toby Miller         | Chase Josey         |
| 5.                                                                              | 13 grudnia 2018   | Carezza           | PGS         | Tim Mastnak         | Benjamin Karl       | Sebastian Kislinger |
| 6.                                                                              | 15 grudnia 2018   | Cortina d’Ampezzo | PGS         | Roland Fischnaller  | Nevin Galmarini     | Benjamin Karl       |
| 7.                                                                              | 15 grudnia 2018   | Montafon          | SX          | Odwołano            | Odwołano            | Odwołano            |
| 8.                                                                              | 16 grudnia 2018   | Montafon          | SXT         | Odwołano            | Odwołano            | Odwołano            |
| 9.                                                                              | 21 grudnia 2018   | Secret Garden     | HP          | Jan Scherrer        | Ruka Hirano         | Yūto Totsuka        |
| 10.                                                                             | 21 grudnia 2018   | Secret Garden     | SS          | Takeru Otsuka       | Niklas Mattsson     | Władisław Chadarin  |
| 11.                                                                             | 21 grudnia 2018   | Cervinia          | SX          | Martin Nörl         | Omar Visintin       | Hanno Douschan      |
| 12.                                                                             | 22 grudnia 2018   | Cervinia          | SX          | Emanuel Perathoner  | Jake Vedder         | Martin Nörl         |
| 13.                                                                             | 8 stycznia 2019   | Bad Gastein       | PSL         | Stefan Baumeister   | Dario Caviezel      | Benjamin Karl       |
| 14.                                                                             | 12 stycznia 2019  | Kreischberg       | SS          | Mons Røisland       | Chris Corning       | Hiroaki Kunitake    |
| 15.                                                                             | 18 stycznia 2019  | Laax              | SS          | Chris Corning       | Ståle Sandbech      | Moritz Thönen       |
| 16.                                                                             | 19 stycznia 2019  | Laax              | HP          | Scotty James        | Yūto Totsuka        | Jake Pates          |
| 17.                                                                             | 19 stycznia 2019  | Rogla             | PGS         | Edwin Coratti       | Daniele Bagozza     | Rok Marguč          |
| 18.                                                                             | 26 stycznia 2019  | Seiseralm         | SS          | Markus Olimstad     | Lyon Farrell        | Stian Kleivdal      |
| 19.                                                                             | 26 stycznia 2019  | Moskwa            | PSL         | Andriej Sobolew     | Dario Caviezel      | Maksim Rogozin      |
| 31 stycznia – 10 lutego 2019 Mistrzostwa Świata w Snowboardzie 2019 – Park City |                   |                   |             |                     |                     |                     |
| 20.                                                                             | 9 lutego 2019     | Feldberg          | SX          | Cameron Bolton      | Paul Berg           | Konstantin Schad    |
| 21.                                                                             | 15 lutego 2019    | Calgary           | HP          | Yūto Totsuka        | Ruka Hirano         | Derek Livingston    |
| 22.                                                                             | 16 lutego 2019    | Pjongczang        | PGS         | Žan Košir           | Lukas Mathies       | Andreas Prommegger  |
| 23.                                                                             | 17 lutego 2019    | Pjongczang        | PGS         | Andreas Prommegger  | Sylvain Dufour      | Lee Sang-ho         |
| 24.                                                                             | 23 lutego 2019    | Secret Garden     | PGS         | Tim Mastnak         | Andriej Sobolew     | Stefan Baumeister   |
| 25.                                                                             | 24 lutego 2019    | Secret Garden     | PSL         | Daniele Bagozza     | Dmitrij Łoginow     | Roland Fischnaller  |
| 26.                                                                             | 2 marca 2019      | Baqueira-Beret    | SX          | Alessandro Hämmerle | Adam Lambert        | Kevin Hill          |
| 27.                                                                             | 9 marca 2019      | Mammoth Mountain  | SS          | Redmond Gerard      | Judd Henkes         | Ruki Tobita         |
| 28.                                                                             | 9 marca 2019      | Mammoth Mountain  | HP          | Yūto Totsuka        | Patrick Burgener    | Derek Livingston    |
| 29.                                                                             | 9 marca 2019      | Scuol             | PGS         | Andriej Sobolew     | Dmitrij Łoginow     | Dario Caviezel      |
| 30.                                                                             | 16 marca 2019     | Veysonnaz         | SX          | Lucas Eguibar       | Alessandro Hämmerle | Cameron Bolton      |
| 31.                                                                             | 16 marca 2019     | Québec            | BA          | Seppe Smits         | Kalle Järvilehto    | Jonas Boesiger      |
| 32.                                                                             | 17 marca 2019     | Québec            | SS          | Odwołano            | Odwołano            | Odwołano            |
| 33.                                                                             | 22 marca 2019     | Oslo              | BA          | Odwołano            | Odwołano            | Odwołano            |
| 34.                                                                             | 23 marca 2019     | Winterberg        | PSL         | Lukas Mathies       | Stefan Baumeister   | Žan Košir           |

### Kobiety
| Lp.                                                                             | Data              | Miejscowość       | Konkurencja | 1. Miejsce                 | 2. Miejsce         | 3. Miejsce                 |
| ------------------------------------------------------------------------------- | ----------------- | ----------------- | ----------- | -------------------------- | ------------------ | -------------------------- |
| 1.                                                                              | 8 września 2018   | Cardrona          | BA          | Reira Iwabuchi             | Miyabi Onitsuka    | Klaudia Medlová            |
| 2.                                                                              | 3 listopada 2018  | Modena Skipass    | BA          | Reira Iwabuchi             | Miyabi Onitsuka    | Anna Gasser                |
| 3.                                                                              | 24 listopada 2018 | Pekin             | BA          | Anna Gasser                | Miyabi Onitsuka    | Laurie Blouin              |
| 4.                                                                              | 8 grudnia 2018    | Copper Mountain   | HP          | Chloe Kim                  | Maddie Mastro      | Cai Xuetong                |
| 5.                                                                              | 13 grudnia 2018   | Carezza           | PGS         | Nadya Ochner               | Ester Ledecká      | Ramona Theresia Hofmeister |
| 6.                                                                              | 15 grudnia 2018   | Cortina d’Ampezzo | PGS         | Ester Ledecká              | Julie Zogg         | Sabine Schöffmann          |
| 7.                                                                              | 15 grudnia 2018   | Montafon          | SX          | Odwołano                   | Odwołano           | Odwołano                   |
| 8.                                                                              | 16 grudnia 2018   | Montafon          | SXT         | Odwołano                   | Odwołano           | Odwołano                   |
| 9.                                                                              | 21 grudnia 2018   | Secret Garden     | HP          | Cai Xuetong                | Verena Rohrer      | Kurumi Imai                |
| 10.                                                                             | 21 grudnia 2018   | Secret Garden     | SS          | Miyabi Onitsuka            | Reira Iwabuchi     | Lucile Lefevre             |
| 11.                                                                             | 21 grudnia 2018   | Cervinia          | SX          | Lindsey Jacobellis         | Eva Samková        | Charlotte Bankes           |
| 12.                                                                             | 22 grudnia 2018   | Cervinia          | SX          | Eva Samková                | Lindsey Jacobellis | Michela Moioli             |
| 13.                                                                             | 8 stycznia 2019   | Bad Gastein       | PSL         | Claudia Riegler            | Aleksandra Król    | Sabine Schöffmann          |
| 14.                                                                             | 12 stycznia 2019  | Kreischberg       | SS          | Miyabi Onitsuka            | Anna Gasser        | Silje Norendal             |
| 15.                                                                             | 18 stycznia 2019  | Laax              | SS          | Silje Norendal             | Celia Petrig       | Sina Candrian              |
| 16                                                                              | 19 stycznia 2019  | Laax              | HP          | Chloe Kim                  | Queralt Castellet  | Arielle Gold               |
| 17.                                                                             | 19 stycznia 2019  | Rogla             | PGS         | Selina Jörg                | Natalja Sobolewa   | Cheyenne Loch              |
| 18.                                                                             | 26 stycznia 2019  | Seiseralm         | SS          | Isabel Derungs             | Brooke Voigt       | Jasmine Baird              |
| 19.                                                                             | 26 stycznia 2019  | Moskwa            | PSL         | Julie Zogg                 | Sabine Schöffmann  | Anastasija Kuroczkina      |
| 31 stycznia – 10 lutego 2019 Mistrzostwa Świata w Snowboardzie 2019 – Park City |                   |                   |             |                            |                    |                            |
| 20.                                                                             | 9 lutego 2019     | Feldberg          | SX          | Lindsey Jacobellis         | Michela Moioli     | Eva Samková                |
| 21.                                                                             | 15 lutego 2019    | Calgary           | HP          | Queralt Castellet          | Cai Xuetong        | Sena Tomita                |
| 22.                                                                             | 16 lutego 2019    | Pjongczang        | PGS         | Ester Ledecká              | Selina Jörg        | Sabine Schöffmann          |
| 23.                                                                             | 17 lutego 2019    | Pjongczang        | PGS         | Ramona Theresia Hofmeister | Sabine Schöffmann  | Ester Ledecká              |
| 24.                                                                             | 23 lutego 2019    | Secret Garden     | PGS         | Ramona Theresia Hofmeister | Ester Ledecká      | Selina Jörg                |
| 25.                                                                             | 24 lutego 2019    | Secret Garden     | PSL         | Gong Naiying               | Julie Zogg         | Selina Jörg                |
| 26.                                                                             | 2 marca 2019      | Baqueira-Beret    | SX          | Eva Samková                | Chloé Trespeuch    | Lindsey Jacobellis         |
| 27.                                                                             | 8 marca 2019      | Mammoth Mountain  | SS          | Odwołano                   | Odwołano           | Odwołano                   |
| 28.                                                                             | 9 marca 2019      | Mammoth Mountain  | HP          | Cai Xuetong                | Sena Tomita        | Verena Rohrer              |
| 29.                                                                             | 9 marca 2019      | Scuol             | PGS         | Milena Bykowa              | Ester Ledecká      | Cheyenne Loch              |
| 30.                                                                             | 16 marca 2019     | Veysonnaz         | SX          | Eva Samková                | Chloé Trespeuch    | Michela Moioli             |
| 31.                                                                             | 16 marca 2019     | Québec            | BA          | Julia Marino               | Laurie Blouin      | Klaudia Medlová            |
| 32.                                                                             | 17 marca 2019     | Québec            | SS          | Odwołano                   | Odwołano           | Odwołano                   |
| 33.                                                                             | 22 marca 2019     | Oslo              | BA          | Odwołano                   | Odwołano           | Odwołano                   |
| 34.                                                                             | 23 marca 2019     | Winterberg        | PSL         | Patrizia Kummer            | Selina Jörg        | Ladina Jenny               |

### Drużynowy slalom równoległy
| Data             | Miejsce     | Zwycięzcy                                | 2. miejsce                                    | 3. miejsce                                    |
| 9 stycznia 2019  | Bad Gastein | Austria 1 Daniela Ulbing · Benjamin Karl | Włochy 1 Nadya Ochner · Aaron March           | Szwajcaria 1 Patrizia Kummer · Dario Caviezel |
| 27 stycznia 2019 | Moskwa      | Austria 1 Daniela Ulbing · Benjamin Karl | Rosja 1 Natalja Sobolewa · Andriej Sobolew    | Szwajcaria 3 Julie Zogg · Dario Caviezel      |
| 24 marca 2019    | Winterberg  | Austria 1 Daniela Ulbing · Benjamin Karl | Szwajcaria 1 Patrizia Kummer · Dario Caviezel | Niemcy 4 Selina Jörg · Stefan Baumeister      |

### Drużynowy snowcross
| Data           | Miejsce  | Zwycięzcy | 2. miejsce | 3. miejsce |
| 10 lutego 2019 | Feldberg | Odwołano  | Odwołano   | Odwołano   |

## Klasyfikacje

### Mężczyźni
| Lp. | Zawodnik           | Punkty  |
| --- | ------------------ | ------- |
| 1.  | Andriej Sobolew    | 4625,00 |
| 2.  | Tim Mastnak        | 4116,00 |
| 3.  | Roland Fischnaller | 3989,40 |
| 4.  | Dmitrij Łoginow    | 3812,20 |
| 5.  | Lukas Mathies      | 3600,00 |
| 6.  | Andreas Prommegger | 3556,00 |
| 7.  | Stefan Baumeister  | 3554,00 |
| 8.  | Aaron March        | 3229,40 |
| 9.  | Benjamin Karl      | 3180,00 |
| 10. | Žan Košir          | 3086,00 |

| Lp. | Zawodnik           | Punkty  |
| --- | ------------------ | ------- |
| 1.  | Tim Mastnak        | 3336,00 |
| 2.  | Andreas Prommegger | 3070,00 |
| 3.  | Roland Fischnaller | 2709,40 |
| 4.  | Andriej Sobolew    | 2635,00 |
| 5.  | Edwin Coratti      | 2350,00 |
| 6.  | Benjamin Karl      | 2280,00 |
| 7.  | Dmitrij Łoginow    | 2212,20 |
| 8.  | Žan Košir          | 2036,00 |
| 9.  | Aaron March        | 2019,40 |
| 10. | Lukas Mathies      | 1950,00 |

| Lp. | Zawodnik           | Punkty  |
| --- | ------------------ | ------- |
| 1.  | Stefan Baumeister  | 2020,00 |
| 2.  | Andriej Sobolew    | 1990,00 |
| 3.  | Dario Caviezel     | 1870,00 |
| 4.  | Lukas Mathies      | 1650,00 |
| 5.  | Dmitrij Łoginow    | 1600,00 |
| 6.  | Roland Fischnaller | 1280,00 |
| 7.  | Daniele Bagozza    | 1220,00 |
| 8.  | Aaron March        | 1210,00 |
| 9.  | Radosław Jankow    | 1170,00 |
| 10. | Žan Košir          | 1050,00 |

| Lp. | Zawodnik            | Punkty  |
| --- | ------------------- | ------- |
| 1.  | Alessandro Hämmerle | 2440,00 |
| 2.  | Omar Visintin       | 2035,00 |
| 3.  | Martin Nörl         | 1970,00 |
| 4.  | Lucas Eguibar       | 1840,00 |
| 5.  | Cameron Bolton      | 1822,00 |
| 6.  | Emanuel Perathoner  | 1668,20 |
| 7.  | Alex Pullin         | 1570,00 |
| 8.  | Paul Berg           | 1388,20 |
| 9.  | Jake Vedder         | 1370,00 |
| 10. | Kevin Hill          | 1218,20 |

| Lp. | Zawodnik            | Punkty  |
| --- | ------------------- | ------- |
| 1.  | Chris Corning       | 4340,00 |
| 2.  | Takeru Otsuka       | 4100,00 |
| 3.  | Yūto Totsuka        | 3760,00 |
| 4.  | Ruka Hirano         | 2410,00 |
| 5.  | Ruki Tobita         | 2330,00 |
| 6.  | Jan Scherrer        | 2240,00 |
| 7.  | Niek van der Velden | 2210,00 |
| 8.  | Lyon Farrell        | 2170,00 |
| 9.  | Ryan Stassel        | 2040,00 |
| 10. | Patrick Burgener    | 2020,00 |

| Lp. | Zawodnik         | Punkty  |
| --- | ---------------- | ------- |
| 1.  | Yūto Totsuka     | 3760,00 |
| 2.  | Ruka Hirano      | 2410,00 |
| 3.  | Jan Scherrer     | 2240,00 |
| 4.  | Patrick Burgener | 2020,00 |
| 5.  | Scotty James     | 2000,00 |
| 6.  | Ikko Anai        | 1960,00 |
| 7.  | Raibu Katayama   | 1640,00 |
| 8.  | Chase Josey      | 1360,00 |
| 9.  | Derek Livingston | 1309,70 |
| 10. | Toby Miller      | 1090,00 |

| Lp. | Zawodnik            | Punkty  |
| --- | ------------------- | ------- |
| 1.  | Chris Corning       | 2250,00 |
| 2.  | Judd Henkes         | 1700,00 |
| 3.  | Lyon Farrell        | 1627,90 |
| 4.  | Ryan Stassel        | 1590,00 |
| 5.  | Takeru Otsuka       | 1500,00 |
| 6.  | Niek van der Velden | 1490,00 |
| 7.  | Ruki Tobita         | 1330,00 |
| 8.  | Hiroaki Kunitake    | 1330,00 |
| 9.  | Niklas Mattsson     | 1290,00 |
| 10. | Markus Olimstad     | 1270,00 |

| Lp. | Zawodnik            | Punkty  |
| --- | ------------------- | ------- |
| 1.  | Takeru Otsuka       | 2600,00 |
| 2.  | Chris Corning       | 2090,00 |
| 3.  | Kalle Järvilehto    | 1400,00 |
| 4.  | Clemens Millauer    | 1340,00 |
| 5.  | Ruki Tobita         | 1045,00 |
| 6.  | Seppe Smits         | 1000,00 |
| 6.  | Sven Thorgren       | 1000,00 |
| 8.  | Yūri Ōkubo          | 820,00  |
| 9.  | Niek van der Velden | 748,00  |
| 10. | Jonas Boesiger      | 747,30  |

### Kobiety
| Lp. | Zawodniczka                | Punkty  |
| --- | -------------------------- | ------- |
| 1.  | Ester Ledecká              | 5900,00 |
| 2.  | Selina Jörg                | 5619,70 |
| 3.  | Sabine Schöffmann          | 5250,00 |
| 4.  | Julie Zogg                 | 4770,00 |
| 5.  | Nadya Ochner               | 4080,00 |
| 6.  | Ramona Theresia Hofmeister | 4048,20 |
| 7.  | Cheyenne Loch              | 3790,00 |
| 8.  | Natalja Sobolewa           | 3474,00 |
| 9.  | Patrizia Kummer            | 3400,00 |
| 10. | Milena Bykowa              | 3240,00 |

| Lp. | Zawodniczka                | Punkty  |
| --- | -------------------------- | ------- |
| 1.  | Ester Ledecká              | 5000,00 |
| 2.  | Selina Jörg                | 3419,70 |
| 3.  | Ramona Theresia Hofmeister | 3258,20 |
| 4.  | Nadya Ochner               | 3230,00 |
| 5.  | Sabine Schöffmann          | 3190,00 |
| 6.  | Natalja Sobolewa           | 2756,00 |
| 7.  | Cheyenne Loch              | 2730,00 |
| 8.  | Milena Bykowa              | 2610,00 |
| 9.  | Julie Zogg                 | 2550,00 |
| 10. | Aleksandra Król            | 1740,00 |

| Lp. | Zawodniczka       | Punkty  |
| --- | ----------------- | ------- |
| 1.  | Julie Zogg        | 2220,00 |
| 2.  | Selina Jörg       | 2200,00 |
| 3.  | Patrizia Kummer   | 2180,00 |
| 4.  | Sabine Schöffmann | 2060,00 |
| 5.  | Claudia Riegler   | 1476,00 |
| 6.  | Ladina Jenny      | 1460,00 |
| 7.  | Gong Naiying      | 1350,00 |
| 8.  | Aleksandra Król   | 1310,00 |
| 9.  | Daniela Ulbing    | 1160,00 |
| 10. | Cheyenne Loch     | 1060,00 |

| Lp. | Zawodniczka         | Punkty  |
| --- | ------------------- | ------- |
| 1.  | Eva Samková         | 4400,00 |
| 2.  | Lindsey Jacobellis  | 3850,00 |
| 3.  | Michela Moioli      | 2650,00 |
| 4.  | Charlotte Bankes    | 2350,00 |
| 5.  | Chloé Trespeuch     | 2100,00 |
| 6.  | Nelly Moenne-Loccoz | 2100,00 |
| 7.  | Lara Casanova       | 1580,00 |
| 8.  | Sofia Belingheri    | 1240,00 |
| 9.  | Raffaella Brutto    | 1220,00 |
| 10. | Manon Petit         | 1120,00 |

| Lp. | Zawodniczka       | Punkty  |
| --- | ----------------- | ------- |
| 1.  | Miyabi Onitsuka   | 4400,00 |
| 2.  | Reira Iwabuchi    | 4100,00 |
| 3.  | Cai Xuetong       | 3900,00 |
| 4.  | Anna Gasser       | 2640,00 |
| 5.  | Queralt Castellet | 2520,00 |
| 6.  | Verena Rohrer     | 2410,00 |
| 7.  | Sina Candrian     | 2110,00 |
| 8.  | Silje Norendal    | 2050,00 |
| 9.  | Chloe Kim         | 2000,00 |
| 10. | Kurumi Imai       | 1960,00 |

| Lp. | Zawodniczka       | Punkty  |
| --- | ----------------- | ------- |
| 1.  | Cai Xuetong       | 3900,00 |
| 2.  | Queralt Castellet | 2520,00 |
| 3.  | Verena Rohrer     | 2410,00 |
| 4.  | Chloe Kim         | 2000,00 |
| 5.  | Kurumi Imai       | 1960,00 |
| 6.  | Hikaru Ōe         | 1690,00 |
| 7.  | Sena Tomita       | 1660,00 |
| 8.  | Haruna Matsumoto  | 1570,00 |
| 9.  | Wu Shaotong       | 1320,00 |
| 10. | Qiu Leng          | 1260,00 |

| Lp. | Zawodniczka      | Punkty  |
| --- | ---------------- | ------- |
| 1.  | Miyabi Onitsuka  | 2000,00 |
| 2.  | Reira Iwabuchi   | 1700,00 |
| 3.  | Isabel Derungs   | 1680,00 |
| 4.  | Silje Norendal   | 1600,00 |
| 5.  | Sina Candrian    | 1500,00 |
| 6.  | Anna Gasser      | 1040,00 |
| 7.  | Celia Petrig     | 960,00  |
| 8.  | Li Dongyu        | 920,00  |
| 9.  | Šárka Pančochová | 860,00  |
| 10. | Nadja Flemming   | 810,00  |

| Lp. | Zawodniczka          | Punkty  |
| --- | -------------------- | ------- |
| 1.  | Reira Iwabuchi       | 2400,00 |
| 2.  | Miyabi Onitsuka      | 2400,00 |
| 3.  | Klaudia Medlová      | 1800,00 |
| 4.  | Anna Gasser          | 1600,00 |
| 5.  | Laurie Blouin        | 1400,00 |
| 6.  | Urška Pribošič       | 1200,00 |
| 7.  | Julia Marino         | 1000,00 |
| 8.  | Lia-Mara Bösch       | 1000,00 |
| 9.  | Loranne Smans        | 990,00  |
| 10. | Zoi Sadowski-Synnott | 820,00  |